# Maurice Leblanc
Marie Émile Maurice Leblanc (11. prosince 1864, Rouen – 6. listopadu 1941, Perpignan) byl francouzský spisovatel známý především jako autor detektivních románů a povídek, ve kterých vystupuje lupič-gentleman Arsène Lupin.

## Život
Maurice Leblanc se narodil roku 1864 v Rouenu v Normandii v rodině rejdaře. Vzdělával se nejprve na Lycée Corneille a poté začal studovat práva. Studia však nedokončil, protože se chtěl věnovat literatuře. Přestěhoval se do Paříže a stal se novinářem. Velmi ho ovlivnil Gustav Flaubert, Guy de Maupassant a Paul Bourget, takže jeho první díla byly psychologické romány, napsané v jejich duchu. Kritikou byly sice přijímané, ale komerčně nebyly příliš úspěšné.
Roku 1907 vydal Leblanc knihu detektivních povídek Arsène Lupin, gentleman-cambrioleur s hlavním hrdinou Arsènem Lupinem, geniálním lupičem-gentlemanem. Díky velikému úspěchu napsal pak Leblanc o Lupinovi v letech 1908–1939 ještě dalších devatenáct knih, které shrnul do cyklu Les aventures extraordinaires d'Arsène Lupin (Neobyčejná dobrodružství Arsèna Lupina). Lupina popsal jako vášnivého dobrodruha a nenapravitelného svůdce, který své zločiny chápe jako hru s detektivem a svým mistrovstvím v oboru zločinu ohromuje přátele, nepřátele i oběti.

## Dílo

### Neobyčejná dobrodružství Arsèna Lupina
Les aventures extraordinaires d'Arsène Lupin (1907–1939, Neobyčejná dobrodružství Arsèna Lupina) je cyklus dvaceti knih o lupiči-gentlemanovi Arsènovi Lupinovi, který se skládá z těchto knih:
1. Arsène Lupin gentleman-cambrioleur (1907, Arsène Lupin, lupič-gentleman), sbírka devíti povídek, které předtím vyšly časopisecky v letech 1905–1907.
2. Arsène Lupin contre Herlock Sholmès (1908, Arsène Lupin kontra Herlock Sholmes), obsahuje povídky La Dame blonde (Blondýnka) a La Lampe juive (Židovská lampa), ve kterých je Lupinovým protivníkem proslulý anglický detektiv Herlock Sholmes, což není nikdo jiný než poněkud zkarikovaný Sherlock Holmes.
3. L'Aiguille creuse] (1909, Dutá jehla), román, ve které Arsèn Lupin rozluští tajný dokument, který mu pomůže odhalit bohatství francouzských králů.
4. 813 (1910, 813), román, česky jako Affaira Kesselbachova 813. Při druhém vydání v roce 1917 vyšla kniha ve dvou svazích. První obsahoval původní román pod názvem La Double Vie d'Arsène Lupin (Dvojí život Arsèna Lupina) a druhý nový příběh Les Trois Crimes d'Arsène Lupin (Tři zločiny Arsèna Lupina).
5. Les Confidences d'Arsène Lupin (1913, Zpověď Arsèna Lupina), devět povídek.
6. Le Bouchon de cristal Lupin (1913, Křišťálová zátka), román.
7. L'Éclat d'obus (1916, Střepina granátu), román.
8. Triangle d'or (1918, Zlatý trojúhelník), román.
9. L'Île aux trente cercueils (1919, Ostrov třiceti rakví), román, česky také jako Ostrov záhad.
10. Les Dents du tigre (1921, Tygří zuby), román, ve kterém se po své údajné smrti Lupin vrací pod jiným jménem a řeší tajemné vraždy dědiců několika milionů.
11. Les Huit coups de l'horloge (1923, Osm úderů hodin), osm povídek.
12. La Comtesse de Cagliostro, (1924, Hraběnka Cagliostrová), román, líčící jak získání obrovského bohatství udělá z Lupina a hraběnky Cagliostrové nepřátele na život a na smrt.
13. La Demoiselle aux yeux verts (1927, Slečinka se zelenýma očima), román.
14. L'Agence Barnett et Cie, (1928, Agentura Barnett a spol.), román.
15. La Demeure mystérieuse (1929, Tajemný dům), román.
16. La Barre-y-va (1931), román.
17. La Femme aux deux sourires (1932, Žena se dvěma úsměvy), román.
18. Victor de la Brigade mondaine (1933, Viktor od mravnostní policie), román.
19. La Cagliostro se venge (1935, Pomsta hraběnky Cagliostrové), román, volné pokračování románu Hraběnka Cagliostrová, ve kterém se Lupin snaží rozlousknout záhadu dvojnásobné vraždy a uniknout pomstě hraběnky.
20. Les Milliards d'Arsène Lupin (1939, Miliardy Arsèna Lupina), román.

K cyklu se váže roku 2012 vydaný román z pozůstalosti Le Dernier Amour d'Arsène Lupin (Poslední láska Arsèna Lupina).

### Další díla
- Une Femme (1893, Žena), psychologický román,
- Armelle et Claude (1897, Armelle a Claude), psychologický román,
- L'Enthousiasme (1901, Nadšení), psychologický román.
- Gueule rouge (1904, Červená tlama), román.
- La Frontière (1911, Hranice), román.
- Les Trois Yeux (1919, Tři oči), sci-fi román.
- Le Formidable Evènement (1920, Úžasná událost), sci-fi román.
- La Robe d’écaille rose (1920, Obálka s rudou pečetí), román.
- Le Cercle rouge (1922, Rudý kruh), román.
- Dorothée, danseuse de corde (1923, Dorotka komediantka), román.
- La Vie extravagante de Balthazar (1925, Prapodivný život Baltazarův), román.
- Le Prince de Jéricho (1930, Kníže z Jericha), román, česky jako Muž bez minulosti.
- L’Image de la femme nue (1934, Obraz nahé ženy), román
- De minuit à sept heures (1937, Od půlnoci do sedmi), román.

## Filmové adaptace
- Tle Gentleman Burglar (1908), americký němý film, režie Edvin S. Porter.
- Arsène Lupin (1909), francouzský němý film, režie Michel Carré.
- Arsène Lupin contre Ganimard (1914), francouzský němý film, režie Michel Carré.
- Arsène Lupin (1916), britský němý film, režie George Loane Tucker.
- Последние приключения Арсена Люпена (1918, Poslední dobrodružství Arsèna Lupina), sovětský němý film, režie Michail Doronin.
- Tle Teeth of the Tiger (1919, Tygří zuby), americký němý film, režie Chester Withey.
- 813 (1920), americký němý film, režie Charles Christie a Scott Sydeny.
- Arsène Lupin utolsó kalandja (1923), maďarský němý film, režie Pál Fejös.
- 813 (1923), japonský němý film, režie Kendži Mizoguči.
- Arsène Lupin (1932), americký film, režie Jack Conway.
- Arsène Lupin détective (1937), francouzský film podle románu Agentura Barnett a spol., režie Henri Diamant-Berger.
- Arsène Lupin Returns (1938, Návrat Arsèna Lupina), americký film, režie George Fitzmaurice.
- Enter Arsène Lupin (1944), americký film, režie Ford Beebe.
- Arsène Lupin (1957), brazilský televizní seriál.
- Les Aventures d'Arsène Lupin (1957, Dobrodružství Návrat Arsèna Lupina), francouzský film, režie Jacques Becker.
- Signè Arsène Lupin (1959), francouzský film, režie Yves Robert.
- Arsenio Lupin (1961), argentinský televizní seriál.
- Arsène Lupin contre Arsène Lupin (1962), francouzský film, režie Eduard Molinaro.
- Rupan sansei (1969), japonský animovaný film, režie Masaaki Ôsumi.
- Arsène Lupin (1971–1974), francouzský televizní seriál, dvacet šest dílů.
- Arsène Lupin joue et perd (1980), francouzský televizní seriál podle románu 813.
- Le retour d'Arsène Lupin (1989–1996), francouzský televizní seriál (dvacet epizod).
- Les exploists d'Arsène Lupin (1996), francouzský animovaný televizní seriál.
- Arsène Lupin (2004), francouzský film podle románu Hraběnka Cagliostrová, režie Jean-Paul Salomé.

## Česká vydání
U některých českých vydání se nepodařilo zjistit název originálu.
- Arsen Lupin, lupič-gentleman, Jos. R. Vilímek, Praha 1908, přeložila Olga Fastrová.
- Z dobrodružství Arsena Lupina Jos. R. Vilímek, Praha 1908, přeložila Olga Fastrová, sešitová vydání povídek z předcházející knihy. Soubor obsahuje sešity Zatčení Arsena Lupina, Arsen Lupin ve vězení, Útěk Arsena Lupina, Tajemný cestující, Srdcová sedmička, Nedobytná pokladna paní Imbertové, Černá perla, Královnin náhrdelník a Herlock Sholmes přichází pozdě.
- Arsen Lupin proti Herlocku Sholmesovi, Jos. R. Vilímek, Praha 1908, přeložila Olga Fastrová.
- Dutá jehla, Edvard Beaufort, Praha 1913, přeložil Franta Štěpánek, znovu Jan Kotík, Praha 1919 a Českomoravské podniky tiskařské a vydavatelské, Praha 1924.
- Affaira Kesselbachova 813, Jan Kotík, Praha 1917, přeložil Franta Štěpánek, znovu 1920 a Českomoravské podniky tiskařské a vydavatelské, Praha 1924.
- Zpověď Arsena Lupina, Jan Kotík, Praha 1919, přeložil Franta Štěpánek, znovu 1920.
- Křišťálová zátka, Jan Kotík, Praha 1919, přeložil Franta Štěpánek, znovu Českomoravské podniky tiskařské a vydavatelské, Praha 1923.
- Zločinec?, Židovská lampa, Vendelín Steinhauser, Plzeň 1919, výbor šesti povídek z knih Arsen Lupin, lupič-gentleman a Arsen Lupin proti Herlocku Sholmesovi.
- Obálka s rudou pečetí, Jan Kotík, Praha 1920, přeložil Franta Štěpánek.
- Střepina granátu, Jan Kotík, Praha 1920, přeložil Franta Štěpánek.
- Ostrov třiceti rakví, Josef Jirman, Praha 1920, přeložili Blanka Linhartová a Oliva Jílovská.
- Tygří zuby, Českomoravské podniky tiskařské a vydavatelské, Praha 1921, přeložil Jan Bělohlávek.
- Hranice, Jan Kotík, Praha 1921, přeložil Franta Štěpánek.
- Zlatý trojúhelník, Jan Kotík, Praha 1922, přeložila Oliva Jílovská.
- Tři oči, Českomoravské podniky tiskařské a vydavatelské, Praha 1922, přeložil Arnošt Bareš, znovu 1925.
- Recordman, Jaroslav Tožička, Praha 1922, přeložila Růžena Peyrová.
- Červená tlama, Jaroslav Tožička, Praha 1922, přeložila Růžena Peyrová.
- Úžasná událost, Českomoravské podniky tiskařské a vydavatelské, Praha 1923, přeložila Gabriela Suchá.
- Osm úderů hodin, Českomoravské podniky tiskařské a vydavatelské, Praha 1923, přeložil Jan Bělohlávek, znovu Českomoravské podniky tiskařské a vydavatelské, Praha 1926.
- Dorotka komediantka, Českomoravské podniky tiskařské a vydavatelské, Praha 1924, přeložila Gabriela Suchá.
- Rudý kruh, Českomoravské podniky tiskařské a vydavatelské, Praha 1925, přeložil Jan Bělohlávek.
- Prapodivný život Baltazarův, Svoboda, Brno 1925, přeložila Gabriela Suchá, znovu Českomoravské podniky tiskařské a vydavatelské, Praha 1926.
- Hraběnka Cagliostrová, Českomoravské podniky tiskařské a vydavatelské, Praha 1925, přeložila Gabriela Suchá.
- Slečinka se zelenýma očima, Českomoravské podniky tiskařské a vydavatelské, Praha 1928, přeložil Jan Bělohlávek.
- Agentura Barnett a spol., Českomoravské podniky tiskařské a vydavatelské, Praha 1928, přeložil Jan Bělohlávek.
- Tajemný dům, Českomoravské podniky tiskařské a vydavatelské, Praha 1930, přeložil Jan Bělohlávek.
- Ostrov záhad, Českomoravské podniky tiskařské a vydavatelské, Praha 1930, přeložil Franta Štěpánek.
- Muž bez minulosti, Českomoravské podniky tiskařské a vydavatelské, Praha 1930, přeložil Jan Bělohlávek, znovu 1931.
- Tajemství zlatonosné říčky, Novina (nakladatelství)Novina, Praha 1931, přeložil Jan Bělohlávek.
- Od půlnoci do sedmi, Novina, Praha 1932, přeložil Jan Bělohlávek, znovu 1933.
- Obraz nahé ženy, Šolc a Šimáček, Praha 1934, přeložil Jan Bělohlávek.
- Dutá jehla, Mladá fronta, Praha 1969, přeložila Alžběta Bendová, znovu Evropský kulturní klub, Praha 1991.
- Arsène Lupin kontra Herlock Sholmes, Albatros, Praha 1971, přeložil Václav Cibula, obsahuje pouze povídku Blondýnka, znovu 1987.
- Zpověď Arsèna Lupina, Ivo Železný, Praha 1992, přeložil Franta Štěpánek.
- Druhá zpověď Arsèna Lupina, Ivo Železný, Praha 1992, přeložil Franta Štěpánek.
- Ženitba Arsèna Lupina, Ivo Železný, Praha 1992.
- Úžasná událost, Blesk, Ostrava 1992, přeložila Gabriela Suchá.
- Tajemný dům, Blesk, Ostrava 1992, přeložil Jan Bělohlávek.
- Slečinka se zelenýma očima, Blesk, Ostrava 1992, přeložil Jan Bělohlávek.
- Obálka s rudou pečetí, Blesk, Ostrava 1992, přeložil Franta Štěpánek.
- Osm úderů hodin, Interpress, Praha 1992, přeložil Ivan Fischer.
- Hraběnka Cagliostrová, Svoboda, Praha 1993, přeložila Dana Melanová.
- Pomsta hraběnky Cagliostrové, Svoboda, Praha 1993, přeložila Dana Melanová.
- Tygří zuby, Nakladatelství Zabloudil, Brno 1997, přeložil Jan Bělohlávek.
- Dutá jehla, XYZ, Praha 2012, přeložil Jiří Žák.
- Osm úderů hodin, XYZ, Praha 2013, přeložil Jiří Žák.